# Marc Girardelli
Marc Girardelli (Lustenau, 18 luglio 1963) è un ex sciatore alpino austriaco naturalizzato lussemburghese.
Tra i più forti e completi sciatori di tutti i tempi e uno dei migliori polivalenti nella storia dello sci alpino, nel suo ricco palmarès vanta tra l'altro cinque Coppe del Mondo generali (primato che in campo maschile è stato superato solo dall'austriaco Marcel Hirscher con il sesto titolo conseguito nel 2017), con 46 gare vinte, sei Coppe di specialità e varie medaglie olimpiche e mondiali, con quattro ori iridati (nella combinata a Crans-Montana 1987, Vail 1989 e Sierra Nevada 1996 e nello slalom speciale a Saalbach 1991).
Non solo fa parte del ristretto novero di atleti capaci di vincere almeno una gara di Coppa del Mondo in ognuna delle specialità previste durante la loro carriera agonistica, ma vanta anche il primato di essere stato il primo sciatore a riuscire nell'impresa in una stessa stagione (1988-1989) dopo l'introduzione del supergigante.

## Biografia
Nato a Lustenau in una famiglia di origini italiane (il nonno crebbe in Valsugana) e cresciuto sciisticamente nella vicina Schruns, Girardelli iniziò a sciare all'età di cinque anni e partecipò alle prime gare a sette.

### Stagioni 1975-1979
Nel 1975 vinse le gare di slalom gigante e slalom speciale nella categoria ragazzi del Trofeo Topolino, competizione riservata alle giovani promesse dello sci, mentre due anni più tardi ottenne un successo nello stesso Trofeo nella categoria allievi, tra i pali stretti.
Membro delle selezioni nazionali austriache fino al 1976, le abbandonò a seguito del rifiuto opposto dalla ÖSV alla richiesta del padre Helmut di allenarlo personalmente. Dal 1977 Girardelli gareggiò pertanto per il Lussemburgo, pur senza inizialmente acquisire la cittadinanza del granducato.

### Stagioni 1980-1984
Girardelli fece pertanto il suo esordio in Coppa del Mondo sotto i colori del Lussemburgo nel 1980 e realizzò il suo primo risultato di rilievo il 26 febbraio di quell'anno a Waterville Valley, negli Stati Uniti, piazzandosi 13º in slalom gigante. Diciassettenne, nel 1980-1981 iniziò a fare progressi significativi, ottenendo il suo primo podio in Coppa del Mondo il 25 gennaio a Wengen, in Svizzera, in slalom speciale; da quel momento fu un regolare pretendente al podio in slalom gigante e in slalom speciale.
Nella stagione 1982-1983 ottenne in Svezia la sua prima vittoria in Coppa, il 27 febbraio a Gällivare in slalom speciale, ma poco dopo arrivò anche il primo grave infortunio, quando si ruppe i legamenti del ginocchio sinistro. Nonostante ciò vinse cinque slalom nel 1983-1984, si piazzò al terzo posto nella classifica generale della Coppa del Mondo e conquistò la sua prima Coppa del Mondo di slalom speciale. A causa del suo doppio passaporto non poté invece partecipare né ai Mondiali di Schladming 1982, né ai XIV Giochi olimpici invernali di Sarajevo 1984.

### Stagioni 1985-1988
Nel 1985 rinunciò alla cittadinanza austriaca e poté così partecipare ai Mondiali di Bormio, dove vinse la medaglia d'argento nello slalom speciale e quella di bronzo nello slalom gigante. In quella stagione in Coppa del Mondo Girardelli vinse la sua prima coppa di cristallo generale, grazie anche a undici successi in diverse specialità, l'unica Coppa del Mondo di slalom gigante della sua carriera e la seconda Coppa di slalom speciale.
Ottenne la seconda coppa di cristallo nel 1985-1986, mentre la stagione successiva fu caratterizzata, oltre che dal secondo posto finale in Coppa del Mondo, dalle medaglie iridate ai Mondiali di Crans-Montana 1987: in quell'occasione Girardelli vinse l'oro nella combinata e due argenti, nel supergigante e nello slalom gigante, mentre nella discesa libera fu 7º e nello slalom speciale 4º. Esordì ai Giochi olimpici invernali a Calgary 1988, classificandosi 9º nella discesa libera, 20º nello slalom gigante e non completando il supergigante.

### Stagioni 1989-1991
Nel 1988-1989 tornò al successo nella classifica generale di Coppa del Mondo; in quella stagione salì sul gradino più alto del podio in ogni specialità (dopo di lui nessuno riuscì a ripetere l'impresa fino a Bode Miller 2004-2005, anche se a differenza dello statunitense Girardelli vinse anche in combinata). L'ottimo stato di forma permise a Girardelli di vincere, tra il 13 e il 21 gennaio 1989, sulla Streif di Kitzbühel in discesa libera, sulla Chuenisbärgli di Adelboden in slalom gigante e due discese consecutive sull'impegnativo tracciato della Lauberhorn a Wengen. Anche grazie a questi risultati conquistò la sua prima Coppa del Mondo di discesa libera. Nello stesso anno si disputarono anche i Mondiali di Vail 1989, cui lo sciatore incrementò il palmarès vincendo l'oro nella combinata e il bronzo nello slalom speciale; si classificò inoltre 14º nel supergigante e 4º nello slalom gigante.
Dopo un altro grave incidente a Sestriere nel 1990, nel quale rischiò di diventare paraplegico, recuperò e giunse primo in classifica generale di Coppa del Mondo nel 1990-1991. Anche in quell'annata fu capace di concludere al vertice nella classifica di slalom speciale e di vincere una medaglia ai Mondiali di Saalbach-Hinterglemm 1991, l'oro nello slalom speciale; in quella rassegna iridata fu inoltre 9º nella discesa libera e 5º nello slalom gigante.

### Stagioni 1992-1994
Se la Coppa del Mondo del 1992 non fu particolarmente ricca di soddisfazioni (fu 3º in classifica generale), l'atleta lussemburghese in quell'anno vinse le uniche medaglie olimpiche di carriera, i due argenti nel supergigante e nello slalom gigante ad Albertville 1992, dove invece non completò la discesa libera, lo slalom speciale e la combinata.
Nel 1993 arrivarono il quinto e ultimo successo nella classifica generale di Coppa del Mondo e due ulteriori medaglie ai Mondiali, disputati quell'anno a Morioka: l'argento nello slalom speciale e il bronzo nella combinata. In quella rassegna iridata fu anche 7º nello slalom gigante. L'anno seguente ottenne l'ultima Coppa di specialità, in discesa libera, e partecipò ai XVII Giochi olimpici invernali di Lillehammer 1994 - gli ultimi della sua carriera -, classificandosi 5º nella discesa libera, 4º nel supergigante, 9º nella combinata e non completando lo slalom gigante e lo slalom speciale.

### Stagioni 1995-1997
Nonostante fosse ormai a fine carriera, Girardelli riuscì ancora a conquistare un oro mondiale nella combinata a Sierra Nevada 1996, dove fu anche 18º sia nella discesa libera sia nel supergigante e non terminò slalom gigante e slalom speciale. In precedenza, il 21 gennaio a Veysonnaz, aveva colto in combinata la sua ultima vittoria, nonché ultimo podio, in Coppa del Mondo.
Il 20 dicembre dello stesso anno gareggiò un'ultima volta, nella discesa libera di Coppa del Mondo disputata sulla Saslong della Val Gardena, chiusa al 57º posto. A febbraio 1997, dietro consiglio dei medici a causa della particolare fragilità del suo ginocchio sinistro (nuovamente lesionato in un allenamento in Val-d'Isère), mise fine ufficialmente alla sua carriera agonistica.

### Dopo il ritiro
Stabilitosi in Svizzera, nel canton San Gallo, Girardelli è rimasto nel mondo dello sci attraverso le proprie attività imprenditoriali, oltre che come conferenziere e ambasciatore dello sport. Tornando sul suo passato, ha dichiarato di aver rotto ogni rapporto col padre-allenatore e di aver rimpianto, lungo la sua carriera, il fatto di non aver mai condiviso il proprio percorso agonistico con dei compagni di squadra.

## Palmarès

### Olimpiadi
- 2 medaglie:
  - 2 argenti (supergigante, slalom gigante ad Albertville 1992)

### Mondiali
- 11 medaglie:
  - 4 ori (combinata a Crans-Montana 1987; combinata a Vail 1989; slalom speciale a Saalbach-Hinterglemm 1991; combinata a Sierra Nevada 1996)
  - 4 argenti (slalom speciale a Bormio 1985; supergigante, slalom gigante a Crans-Montana 1987; slalom speciale a Morioka 1993)
  - 3 bronzi (slalom gigante a Bormio 1985; slalom speciale a Vail 1989; combinata a Morioka 1993)

### Coppa del Mondo
- Vincitore della Coppa del Mondo nel 1985, nel 1986, nel 1989, nel 1991 e nel 1993
- Vincitore della Coppa del Mondo di discesa libera nel 1989 e nel 1994
- Vincitore della Coppa del Mondo di slalom gigante nel 1985
- Vincitore della Coppa del Mondo di slalom speciale nel 1984, nel 1985 e nel 1991
- Vincitore della classifica di combinata nel 1989, nel 1991, nel 1993 e nel 1995[10]
- 100 podi:
  - 46 vittorie
  - 28 secondi posti
  - 26 terzi posti

#### Coppa del Mondo - vittorie
| Data             | Località               | Paese          | Specialità |
| ---------------- | ---------------------- | -------------- | ---------- |
| 27 febbraio 1983 | Gällivare              | Svezia         | SL         |
| 16 gennaio 1984  | Parpan                 | Svizzera       | SL         |
| 22 gennaio 1984  | Kitzbühel              | Austria        | SL         |
| 5 febbraio 1984  | Borovec                | Bulgaria       | SL         |
| 18 marzo 1984    | Åre                    | Svezia         | SL         |
| 24 marzo 1984    | Oslo                   | Norvegia       | SL         |
| 2 dicembre 1984  | Sestriere              | Italia         | SL         |
| 11 dicembre 1984 | Sestriere              | Italia         | GS         |
| 17 dicembre 1984 | Madonna di Campiglio   | Italia         | SG         |
| 4 gennaio 1985   | Bad Wiessee            | Germania Ovest | SL         |
| 13 gennaio 1985  | Kitzbühel              | Austria        | SL         |
| 21 gennaio 1985  | Wengen                 | Svizzera       | SL         |
| 27 gennaio 1985  | Garmisch-Partenkirchen | Germania Ovest | SG         |
| 16 febbraio 1985 | Kranjska Gora          | Jugoslavia     | SL         |
| 10 marzo 1985    | Aspen                  | Stati Uniti    | GS         |
| 20 marzo 1985    | Park City              | Stati Uniti    | SL         |
| 23 marzo 1985    | Heavenly Valley        | Stati Uniti    | SL         |
| 15 dicembre 1985 | Alta Badia             | Italia         | KB         |
| 5 febbraio 1986  | Crans-Montana          | Svizzera       | SG         |
| 7 febbraio 1986  | Sankt Anton am Arlberg | Austria        | KB         |
| 1º marzo 1987    | Furano                 | Giappone       | SG         |
| 15 marzo 1987    | Calgary                | Canada         | SG         |
| 22 marzo 1987    | Sarajevo               | Jugoslavia     | GS         |
| 6 dicembre 1988  | Sestriere              | Italia         | SL         |
| 17 dicembre 1988 | Kranjska Gora          | Jugoslavia     | SL         |
| 13 gennaio 1989  | Kitzbühel              | Austria        | DH         |
| 15 gennaio 1989  | Kitzbühel              | Austria        | KB         |
| 17 gennaio 1989  | Adelboden              | Svizzera       | GS         |
| 20 gennaio 1989  | Wengen                 | Svizzera       | DH         |
| 21 gennaio 1989  | Wengen                 | Svizzera       | DH         |
| 22 gennaio 1989  | Wengen                 | Svizzera       | KB         |
| 26 febbraio 1989 | Whistler               | Canada         | SG         |
| 13 gennaio 1991  | Kitzbühel              | Austria        | SL         |
| 13 gennaio 1991  | Kitzbühel              | Austria        | KB         |
| 15 gennaio 1991  | Adelboden              | Svizzera       | GS         |
| 8 dicembre 1991  | Val-d'Isère            | Francia        | SG         |
| 13 dicembre 1992 | Alta Badia             | Italia         | GS         |
| 20 dicembre 1992 | Åre                    | Svezia         | GS         |
| 10 gennaio 1993  | Garmisch-Partenkirchen | Germania       | KB         |
| 12 gennaio 1993  | Sankt Anton am Arlberg | Austria        | SG         |
| 17 gennaio 1993  | Lech                   | Austria        | KB         |
| 24 gennaio 1993  | Veysonnaz              | Svizzera       | KB         |
| 23 gennaio 1994  | Wengen                 | Svizzera       | SG         |
| 15 gennaio 1995  | Kitzbühel              | Austria        | KB         |
| 22 gennaio 1995  | Wengen                 | Svizzera       | KB         |
| 21 gennaio 1996  | Veysonnaz              | Svizzera       | KB         |

Legenda:

DH = discesa libera

SG = supergigante

GS = slalom gigante

SL = slalom speciale

KB = combinata

## Statistiche

### Podi in Coppa del Mondo
| Stagione/Specialità | Discesa libera | Discesa libera | Discesa libera | Supergigante | Supergigante | Supergigante | Slalom gigante | Slalom gigante | Slalom gigante | Slalom speciale | Slalom speciale | Slalom speciale | Combinata | Combinata | Combinata | Podi totali |
| ------------------- | -------------- | -------------- | -------------- | ------------ | ------------ | ------------ | -------------- | -------------- | -------------- | --------------- | --------------- | --------------- | --------- | --------- | --------- | ----------- |
| Stagione/Specialità | 1º             | 2º             | 3º             | 1º           | 2º           | 3º           | 1º             | 2º             | 3º             | 1º              | 2º              | 3º              | 1º        | 2º        | 3º        | Podi totali |
| 1980                |                |                |                |              |              |              |                |                |                |                 |                 |                 |           |           |           | 0           |
| 1981                |                |                |                |              |              |              |                |                |                |                 | 1               |                 |           |           |           | 1           |
| 1982                |                |                |                |              |              |              |                | 1              | 3              |                 |                 |                 |           |           |           | 4           |
| 1983                |                |                |                |              |              |              |                | 1              |                | 1               |                 |                 |           | 1         | 1         | 4           |
| 1984                |                |                |                |              | 1            |              |                | 3              |                | 5               | 1               |                 |           |           |           | 10          |
| 1985                |                |                |                | 2            | 1            |              | 2              | 1              | 1              | 7               |                 |                 |           |           |           | 14          |
| 1986                |                | 2              | 1              | 1            | 1            |              |                |                |                |                 |                 | 1               | 2         |           |           | 8           |
| 1987                |                | 1              |                | 2            |              | 1            | 1              | 2              |                |                 |                 |                 |           |           |           | 7           |
| 1988                |                |                | 3              |              |              | 2            |                | 1              |                |                 |                 |                 |           |           |           | 6           |
| 1989                | 3              | 2              |                | 1            |              |              | 1              | 1              |                | 2               | 1               |                 | 2         |           |           | 13          |
| 1990                |                |                |                |              |              |              |                |                |                |                 |                 | 2               |           |           |           | 2           |
| 1991                |                |                |                |              |              | 1            | 1              |                | 3              | 1               |                 | 2               | 1         |           |           | 9           |
| 1992                |                |                |                | 1            |              | 1            |                |                | 1              |                 |                 |                 |           | 1         |           | 4           |
| 1993                |                |                |                | 1            |              |              | 2              |                | 1              |                 |                 |                 | 3         |           |           | 7           |
| 1994                |                | 3              | 2              | 1            | 1            |              |                |                |                |                 |                 |                 |           |           |           | 7           |
| 1995                |                |                |                |              |              |              |                |                |                |                 | 1               |                 | 2         |           |           | 3           |
| 1996                |                |                |                |              |              |              |                |                |                |                 |                 |                 | 1         |           |           | 1           |
| 1997                |                |                |                |              |              |              |                |                |                |                 |                 |                 |           |           |           | 0           |
| Totale              | 3              | 8              | 6              | 9            | 4            | 5            | 7              | 10             | 9              | 16              | 4               | 5               | 11        | 2         | 1         | 100         |
| Totale              | 17             | 17             | 17             | 18           | 18           | 18           | 26             | 26             | 26             | 25              | 25              | 25              | 14        | 14        | 14        | 100         |